# Elvis Évora
 Elvis Évora , (né le 4 février 1978 à Ilha do Sal - Cap-Vert), il est naturalisé Portugais. Elvis Évora est un joueur  de basket-ball mesurant 2,05m. Il évolue au poste de pivot.
Après une saison passée en Angola à l'Interclube, il retourne au Portugal pour représenter le Maia Basket. Actuellement il est à l'UD Oliveirense.

## Caractéristiques
C'est un puissant pivot, pouvant joué aussi comme ailier-fort. C'est surtout un bon défenseur dans sa raquette grâce à son impact physique. Il utilise souvent son shoot à mi-distance.

## Palmarès
- Coupe du Portugal : 1998/99, 1999/00, 2003/2004, 2007/2008
- Championnat du Portugal : 1998/99, 2003/04, 2006/07 , 2007/08, 2008/09
- All Star Game : 2001/02, 2004/05, 2007/08
- Supercoupe du Portugal : 2003/04, 2005/06, 2008/09

## Sélection National
- Participation à l'EuroBasket 2011
- Participation à l'EuroBasket 2007